# کوروپولی
کوروپولی (به ایتالیایی: Corropoli) یک کومونه در ایتالیا است که در استان تیرامو واقع شده‌است.

## خصوصیات
کوروپولی ۲۱ کیلومترمربع مساحت و ۴٬۱۹۵ نفر جمعیت دارد و ۱۳۲ متر بالاتر از سطح دریا واقع شده‌است.